# Johann Georg Specht
Johann Georg Specht (Lindenberg im Allgäu, 20 dicembre 1721 – 30 dicembre 1803) è stato un architetto tedesco.
Nel 1772 progettò una chiesa dell'ordine benedettino a Wiblingen, ispirandosi allo stile barocco. Nel 1754 progettò il castello di Amtzell.